# Jardín Botánico y Centro de Visitantes de la American Orchid Society

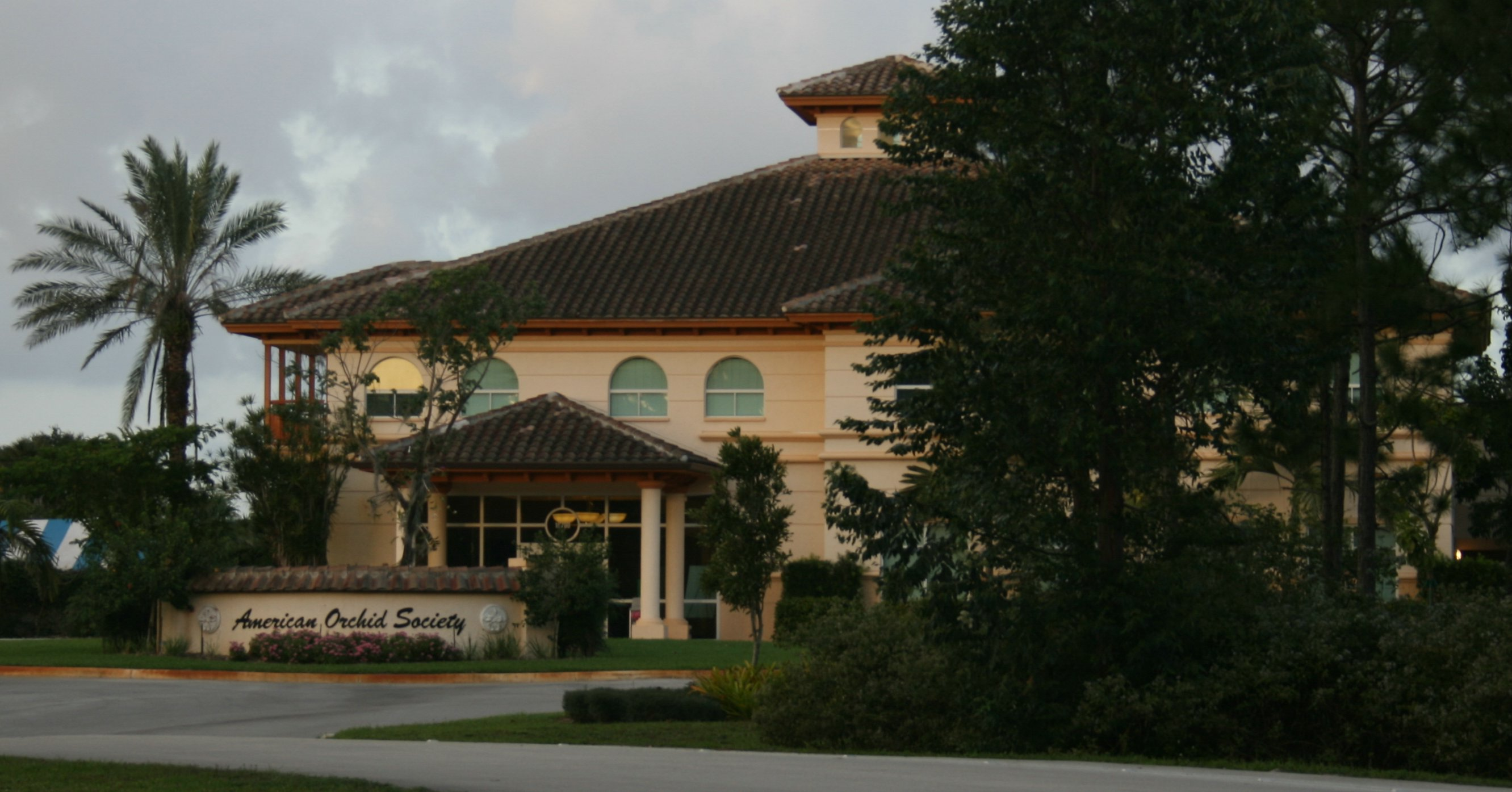
Entrada al jardín botánico de la American Orchid Society en el Morikami Park.

El Jardín Botánico y Centro de Visitantes de la American Orchid Society en inglés : American Orchid Society Visitors Center and Botanical Garden, es un jardín botánico de 1.4 hectáreas (3.5 acres) de extensión, especializado en orquídeas, y sede de la American Orchid Society. El jardín se localiza en el Morikami Park en el 16700 AOS Lane, Delray Beach (Florida), Estados Unidos, estando abierto al público en horario laboral.

## Colecciones
En el jardín botánico hay 370 m² de invernaderos, uno para la colección permanente y otro para los trabajos de sociedad de la orquídea. En el invernadero de exhibición al público hay una cascada de 4 m de altura. 
El jardín botánico alberga a miles de orquídeas, entre las que se incluyen dos docenas de variedades de Cattleya quadricolor y lechos florales de las orquídeas Dendrobium y Spathoglottis, además de cipreses de los pantanos, árboles tropicales de flor, palmas y plantas trepadoras.
Son de destacar las colecciones de: amorphophallus, balsa, bambú, baobab, bromelias, cycas, manzana del elefante, palmeras de los Everglades, heliconias, helechos, Lignum vitae, árboles del paraíso, platycerium, manzana del estanque, árbol hilo de seda, higuera triangular, Vireyas, y lirios de agua.